# Kra (šíje)

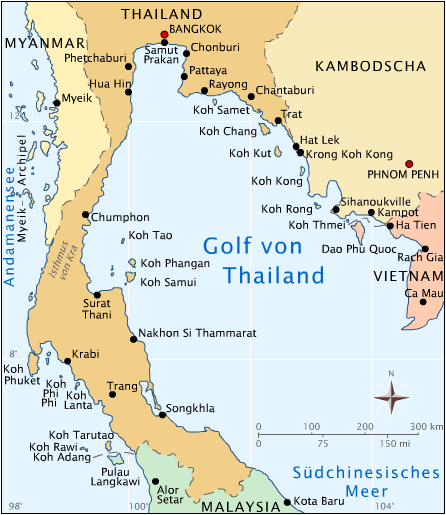
Mapa

Kra je pevninská šíje v jihovýchodní Asii, spojuje Zadní Indii s Malajským poloostrovem. Východní část šíje se nachází v Thajsku, západní v Myanmaru. Na západě ji omývá Andamanské moře, na východě Thajský záliv.
V nejužším místě mezi ústím řeky Kra a zátokou Sawi nedaleko města Chumphon je šíje široká pouze 42 km, přičemž nejvyšší místo je jen 75 m nad mořem. Šíje je pojmenována podle thajského města Kra Buri.
Šíje Kra je hranicí mezi dvěma částmi horského pásma běžícího z Tiberu skrz celý Malajský poloostrov. Jižní část pásma se jmenuje Phuketské horské pásmo a severní, které pokračuje až ke 400 km vzdálenému průsmyku Tří pagod, Tenasserimské.
Od roku 1677 existuje návrh vybudovat napříč šíjí Thajský průplav, který by zkrátil lodní dopravu okolo Malajského poloostrova.